# Elytranthe parasitica
Elytranthe parasitica là một loài thực vật có hoa trong họ Loranthaceae. Loài này được (L.) Danser mô tả khoa học đầu tiên năm 1929.